# Dimitar Dimitrow (Fußballtrainer)
Dimitar Dimitrow (bulgarisch Димитър Димитров; * 9. Juni 1959 in Burgas) ist ein ehemaliger bulgarischer Fußballspieler und derzeitiger -trainer.
Als junger Spieler bei FC Tschernomorez Burgas gewann Dimitrow dreimal den bulgarischen Meistertitel der U-20. Er war Student der Nationalen Sportakademie. Noch vor seinem 25. Geburtstag musste er wegen einer Verletzung am Knie die Fußballkarriere aufgeben.
Seine Karriere als Fußballtrainer begann bei Neftochimik Burgas. Zwischenzeitlich absolvierte er die Trainerschule in Köln. Nachdem er als Co-Trainer bei Neftochimik unter Iwan Wuzow gearbeitet hatte, wurde er 1993 zum Trainer des Klubs aus Burgas ernannt. Im Jahr 1997 wechselte Dimitrow zum FK Litex Lowetsch und gewann 1998 die bulgarische Fußballmeisterschaft.
Am 13. September 1998 wurde er als Trainer der bulgarischen Fußballnationalmannschaft vorgestellt. Er blieb auf dem Posten bis Ende 1999. Danach führte er die Teams von Lewski Sofia, FK Litex Lowetsch, Lokomotive Plowdiw, PFC Naftex Burgas und al-Nasr FC in Saudi-Arabien. Im Jahr 2005 feierte er sein Comeback in Bulgarien. Er übernahm am 20. Dezember 2005 neben Christo Stoitschkow die Leitung des bulgarischen Nationalteams. Dabei bekleidete er die Position des sportlichen Managers. Im April 2007 gab er gemeinsam mit Stoichkov den Posten ab. Danach wurde er Trainer des FC Tschernomorez Burgas, mit dem er den ersten Platz der östlichen B Grupa in der Saison 2006/07 gewann. In den Saisons 2007/08 und 08/09 leitete er seinem Team in der A Grupa, der höchsten bulgarischen Liga.
Zum Jahresende 2008 wechselte Dimitrow zum russischen Erst-Ligisten Amkar Perm. Nachfolger in Burgas wurde Krassimir Balakow.
Ende 2009 wurde er Trainer des saudischen Vereins al-Qadisiya al-Chubar und seit Juni 2011 trainiert er erneut seinen Heimatverein FC Tschernomorez Burgas.
Am 13. Oktober 2011 gab Dimitrow in einer Pressekonferenz bekannt, dass er am Magenkrebs erkrankt sei.
Im Juni 2015 wurde er vom kasachischen Erstligisten Ertis Pawlodar unter Vertrag genommen.